# Subantarctique
 (novembre 2023).
Si vous disposez d'ouvrages ou d'articles de référence ou si vous connaissez des sites web de qualité traitant du thème abordé ici, merci de compléter l'article en donnant les références utiles à sa vérifiabilité et en les liant à la section « Notes et références ».

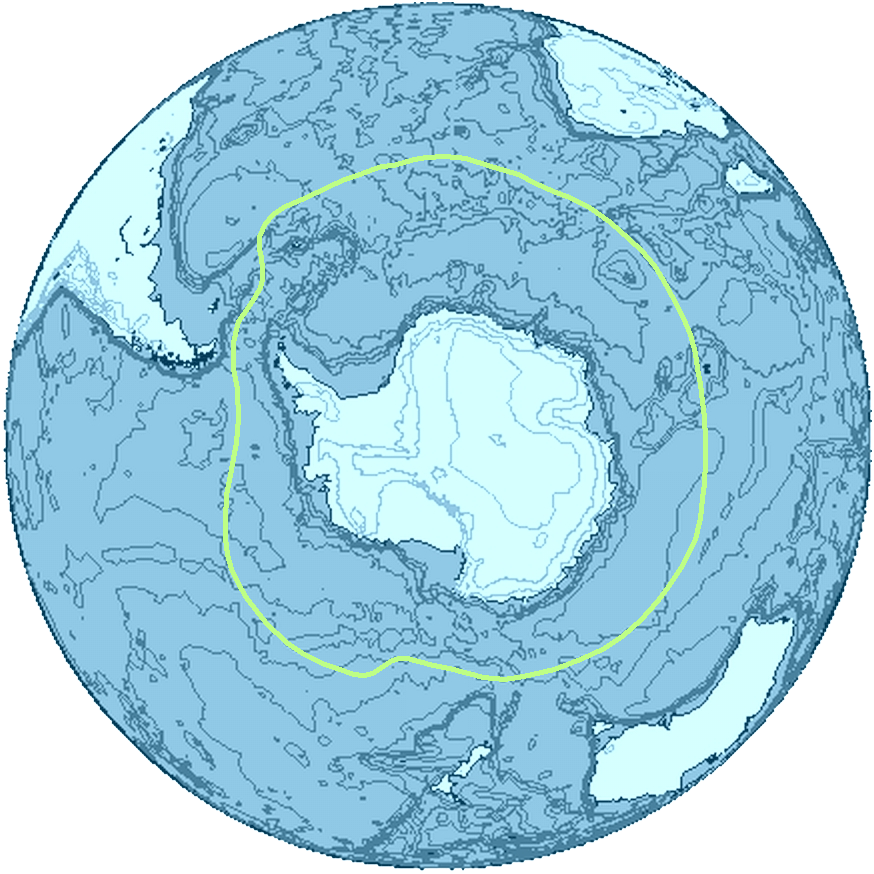
La région antarctique et son périmètre, la convergence antarctique (trait vert), qui la sépare du subantarctique.

Le Subantarctique est une région de l’hémisphère sud, située au nord de la région Antarctique. Il inclut de nombreuses îles dans les parties australes des océans Pacifique, Atlantique et Indien.

## Liste des îles du Subantarctique
| Nom                                        | Coordonnées           | Océan            | Revendiquée(s) par |
| ------------------------------------------ | --------------------- | ---------------- | ------------------ |
| Îles des Antipodes                         | 49° 40′ S, 178° 46′ E | Océan Pacifique  | Nouvelle-Zélande   |
| Îles Auckland                              | 50° 42′ S, 166° 05′ E | Océan Pacifique  | Nouvelle-Zélande   |
| Îles Bounty                                | 47° 45′ S, 179° 03′ E | Océan Pacifique  | Nouvelle-Zélande   |
| Île Bouvet                                 | 54° 26′ S, 3° 24′ E   | Océan Atlantique | Norvège            |
| Îles Campbell                              | 52° 32′ S, 169° 08′ E | Océan Pacifique  | Nouvelle-Zélande   |
| Îles Crozet                                | 46° 25′ S, 51° 59′ E  | Océan Indien     | France             |
| Îles Heard-et-MacDonald                    | 53° 04′ S, 73° 00′ E  | Océan Indien     | Australie          |
| Îles Kerguelen                             | 49° 15′ S, 69° 35′ E  | Océan Indien     | France             |
| Île Macquarie                              | 54° 38′ S, 158° 52′ E | Océan Pacifique  | Australie          |
| Archipel du Prince-Édouard                 | 46° 46′ S, 37° 51′ E  | Océan Indien     | Afrique du Sud     |
| Géorgie du Sud-et-les Îles Sandwich du Sud | 57° 30′ S, 27° 00′ O  | Océan Atlantique | Royaume-Uni        |
| Les Snares                                 | 48° 01′ S, 166° 32′ E | Océan Pacifique  | Nouvelle-Zélande   |